# Françoise Perrot
Pour les articles homonymes, voir Perrot.
Françoise Perrot, née le 12 novembre 1940 à Dijon, est une historienne de l'art française, spécialiste du vitrail médiéval.

## Biographie
Françoise Perrot fonde le Centre international du vitrail à Chartres en 1979. Elle est présidente de l'Académie des sciences, arts et belles-lettres de Dijon.

## Distinctions
- Officière de l'ordre national du Mérite
- Officière de la Légion d'honneur (décret du 29 décembre 2022). Elle est nommée chevalier le 31 janvier 2013.

## Publications
- Le vitrail à Rouen, Connaître Rouen, t. II, Rouen 1972.
- Vitraux de France, Rijksmuseum, 1974
- « Les vitraux de l'ancienne église Saint-Vincent remontés place du Vieux-Marché » , Bulletin des Amis des monuments rouennais, 1979, p. 49-98
- Les vitraux de la Sainte-Chapelle : 1 200 scènes légendées, 2015